# 62503 Tomcave
62503 Tomcave este un asteroid din centura principală de asteroizi.

## Descriere
62503 Tomcave este un asteroid din centura principală de asteroizi. A fost descoperit pe 30 septembrie 2000 la Anza, California de Michael Collins (astronom) și Minor White (astronom). Asteroidul prezintă o orbită caracterizată de o semiaxă mare de 2,71 ua, o excentricitate de 0,17 și o înclinație de 14,2° în raport cu ecliptica.